# Шиомгвиме

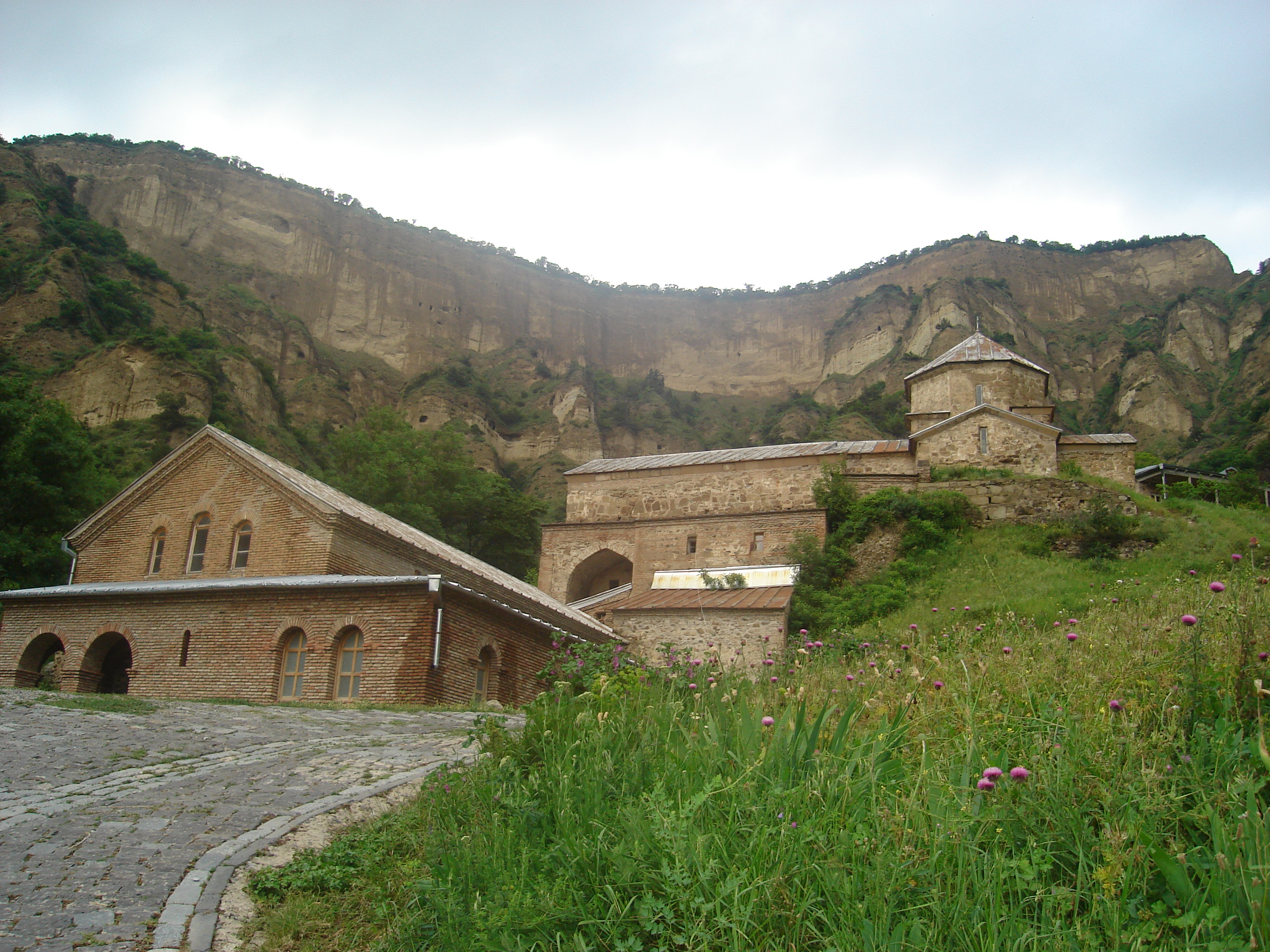
Вид монастыря Шиомгвиме

Шио-Мгвимский монастырь (груз. შიომღვიმე, Шиомгвиме) — средневековый монашеский архитектурный комплекс в Грузии, неподалёку от города Мцхета. Он расположен в узком известняковом ущелье на северном берегу реки Мтквари (Кура), примерно в 30 км от грузинской столицы Тбилиси.

## Монастырский комплекс
Согласно исторической традиции, первая монашеская община на этом месте была основана в VI веке монахом Шио, одним из тринадцати ассирийских отцов, которые прибыли в Грузию в качестве христианских миссионеров. Святой Шио провёл свои последние годы отшельником в глубокой пещере возле Мцхеты, впоследствии названной Шиомгвиме (Пещера Шио).
Самая первая постройка — храм Святого Иоанна Крестителя (построен в 560—580 годах). Это крестообразная в плане церковь, очень проста и строга по своей конструкции. К тому же времени относятся и вырытые монахами пещеры и сейчас видимые вокруг монастыря и вдоль дороги к монастырскому комплексу. Церковный купол опирается на восьмиугольный барабан и покрыт конической крышей. Внутри храма был размещён богато украшенный каменный иконостас со сценами жития преподобного Шио, находящийся сейчас в тбилисском Государственном музее искусств Грузии. Колокольня храма возведена в 1733 году.

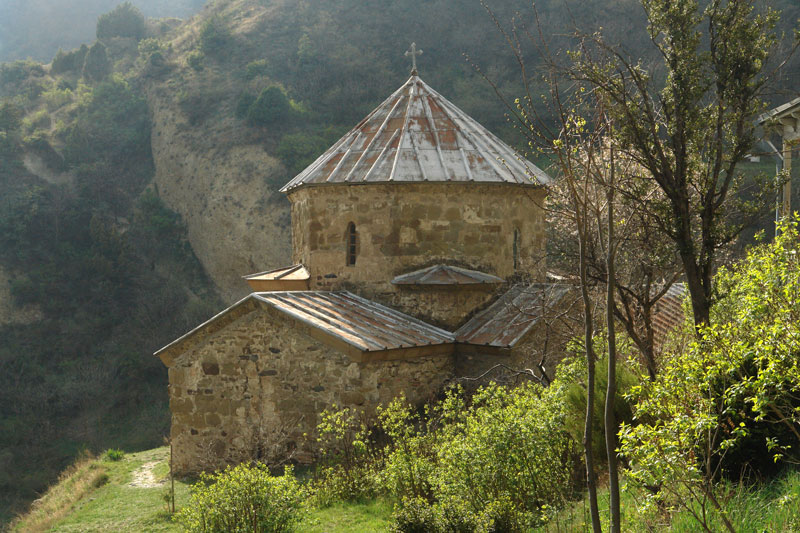
храм Святого Иоанна Крестителя

Верхняя церковь (Земо Эклесия), названная в честь Божией Матери, является центральной частью монастыря Шиомгвиме и построена в конце XII века по приказу царя Давида IV. Первоначально купольная церковь, она была впоследствии уничтожена иностранным вторжением и восстановлена в 1678 году как базилика.
Трапезная построена между XII и XVII веками и соединена переходом с пещерой святого Шио. Небольшая часовня XII века, украшенная средневековыми фресками, стоит отдельно на близлежащем холме.
Монастырь был несколько изменён в XI и XVIII веках, но во многом сохранил свою первоначальную архитектуру.
Археологическая экспедиция 1937 года показала, что воду монашеской общине поставлял двухкилометровый водопровод, протянутый из соседней деревни Схалтба и упомянутый в летописи 1202 года как построенный епископом Антоном из Чкондиди, министром царицы Тамары.

## История
Шиомгвиме быстро превратился в крупнейшую монашескую общину Грузии, и к концу VI века его населяли более, чем 2000 монахов. Монастырь стал оживлённым центром культурной и религиозной деятельности и находился под личным патронажем католикоса Грузии. Давид IV Строитель сделал Шиомгвиме царским доменом и продиктовал правила (типикон) для монастыря (1123). Падение единого грузинского царства и непрекращающееся чужеземные вторжения привели монастырь в упадок. Период относительного оживления наступил когда грузинский царь Георгий VIII (правил 1446—1465) предоставляет Шио-Мгвимский монастырь и его земли благородному семейству Зевдгинидзе-Амилахвари, которые до 1810-х гг. использовали его в качестве семейной усыпальницы.

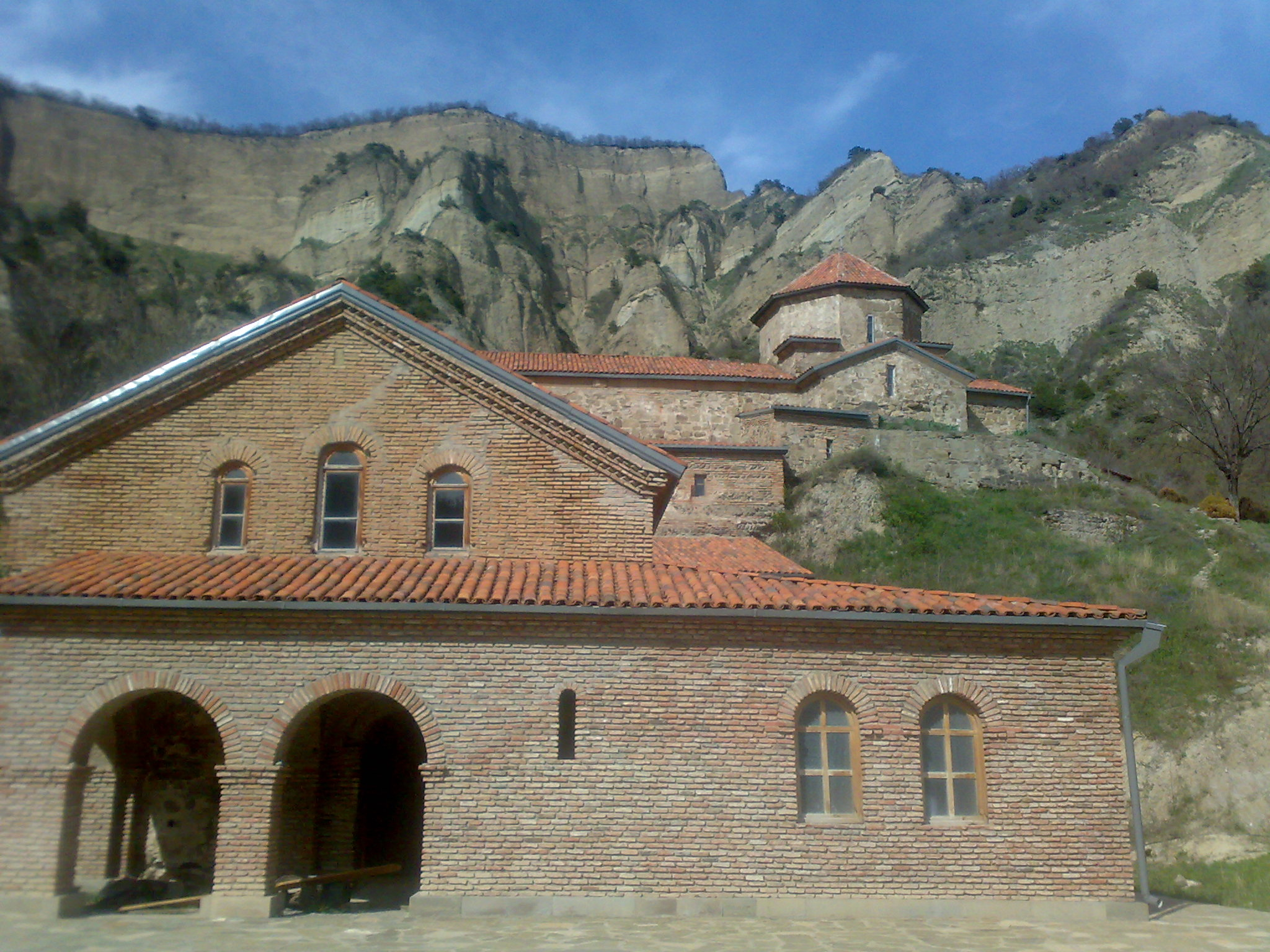
Вид монастыря Шиомгвиме

Монастырь был опустошён вторжением (1614—1616) персидских войск шаха Аббаса I. Князь Гиви Амилахвари восстановил обитель в 1678 году, но в 1720 османская оккупация Грузии привела к ещё одному разрушению монастыря. Монастырь, восстановленный Амилахвари в 1733 году, был снова разрушен персами менее двух лет спустя. Впоследствии монастырь Шиомгвиме был восстановлен, интерьер его обновили в XIX веке, но обитель так и не смогла возвратить своё прошлое значение в духовной жизни Грузии.
В советской власти монастырь был закрыт, но в настоящее время является действующим и привлекает много паломников и туристов.